# Martynas Pocius
Martynas Pocius (Vilnius, 28 de abril de 1986) é um basquetebolista profissional lituano, atualmente joga no UCAM Murcia.